# Thomas Doughty
Thomas Doughty (ur. 19 lipca 1793 w Filadelfii, zm. 22 lipca 1856) – amerykański malarz pejzażysta, prekursor Hudson River School.
Urodził się w Filadelfii, początkowo do 26. roku życia prowadził biznes związany z garbarstwem. Ok. 1819 r. zainteresował się malarstwem, nigdy nie studiował, wziął jedynie kilka lekcji i wyjechał do Europy, przebywał w Paryżu i Londynie. Po powrocie do Ameryki zajął się wyłącznie malarstwem. Od 1826 wystawiał w National Academy of Design, od 1833 w Boston Ateneum. Posiadał studio w Bostonie, pracował też w Filadelfii, a pod koniec życia w Nowym Jorku. Odbywał krótkie podróże do Europy, wiele podróżował po Stanach Zjednoczonych w poszukiwaniu plenerów malarskich. Był członkiem honorowym National Academy of Design.
Doughty malował krajobrazy Pensylwanii, stanu Nowy Jork, Nowej Anglii i doliny rzeki Hudson. Był obok Alvana Fishera jednym z pierwszych amerykańskich artystów zajmujących się wyłącznie pejzażem. Początkowo tworzył realistyczne prace, odznaczające się fotograficzną dokładnością, później jego krajobrazy stały się bardziej wyidealizowane. Krytycy zwracali uwagę, że wpływ na jego twórczość miała szkoła malarstwa angielskiego, Francuz Claude Lorrain i malarze związani ze szkołą z Barbizon m.in. John Constable.

## Ważniejsze prace
- Harper's Ferry, Virginia (1825)

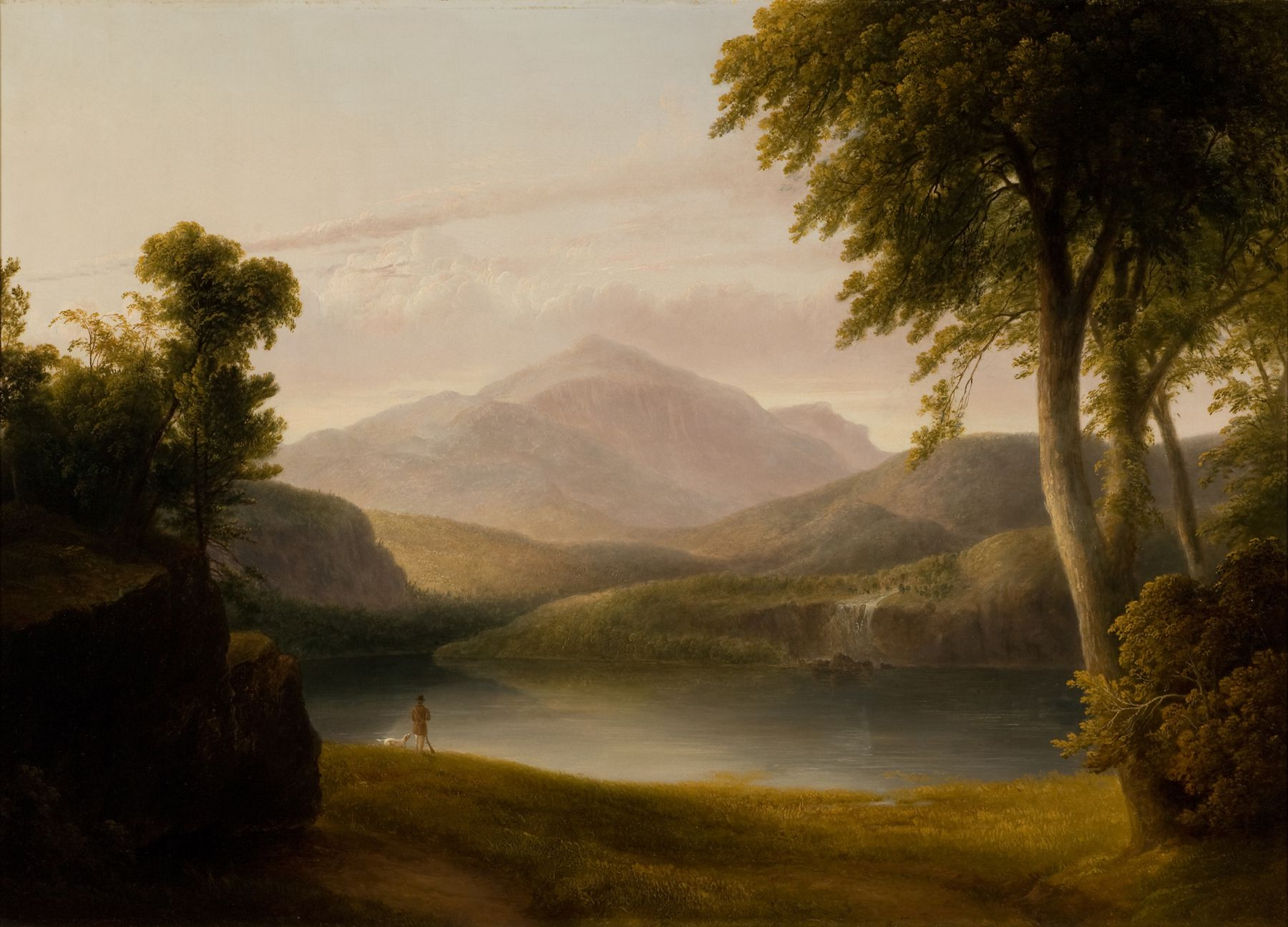
In the Catskills, 1836

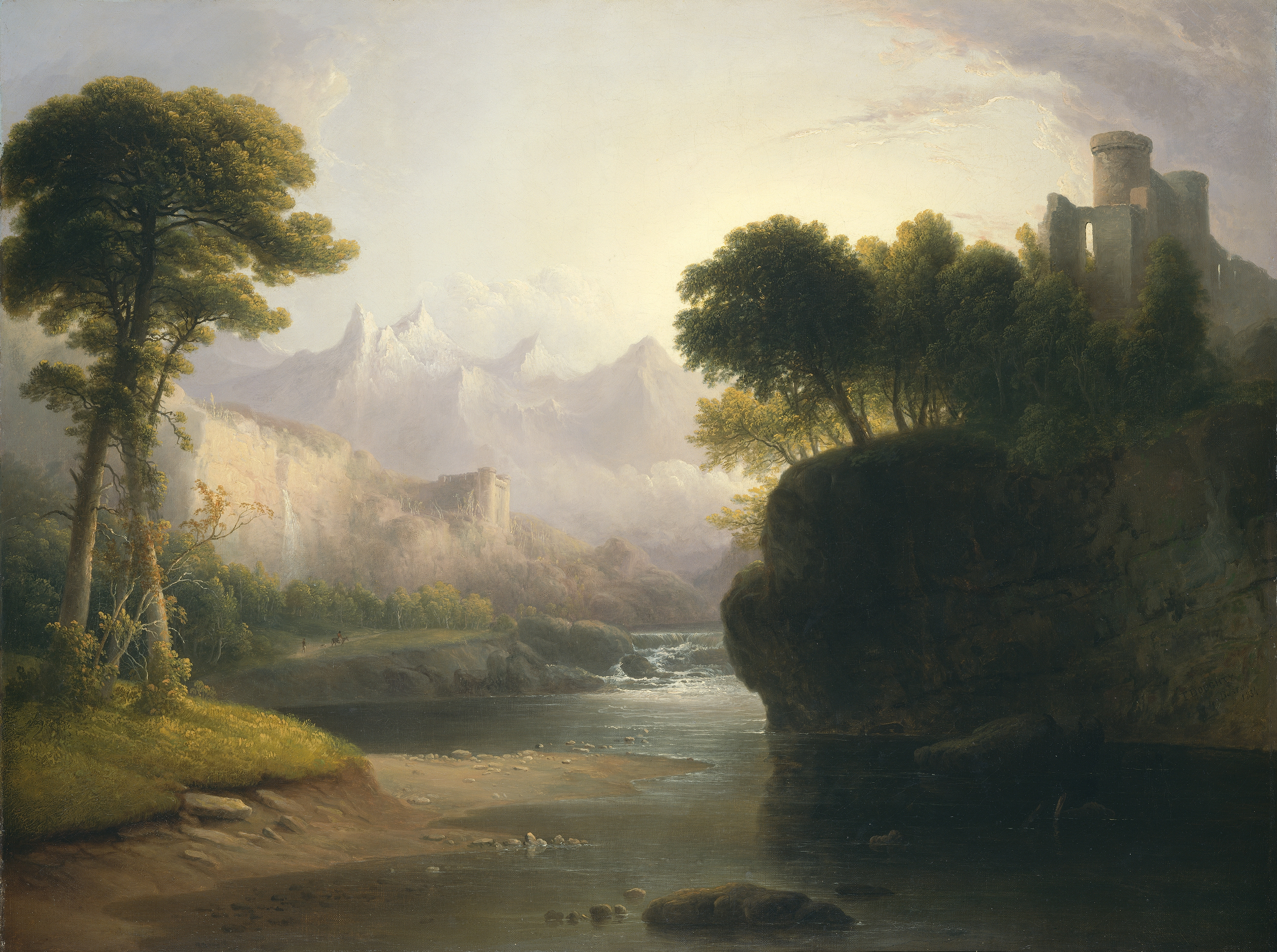
Fanciful Landscape, 1834

- Passage of the Delaware through the Blue Mountain (1827)
- Ruins in a Landscape (1828)
- Girls Crossing the Brook (1829)
- At the Waterfall (1830)
- A Lake in the White Mountains (1833)
- Autumn Landscape (1835)
- Landscape with Footbridge (1835)
- View on the St. Croix River near Robbinston (1835)
- In the Catskills (1836)
- Desert Rock Lighthouse (1836)
- Landscape with Figure (1836)
- Landscape with Waterfall (1836)
- Scituate Beach, Massachusetts (1837)
- Windsor Castle (1847)
- Early Winter (1850)
- Hudson River Landscape (1852)
- Landscape with Factory (1853)
- Landscape with Two Figures (1855)